# AHL 1958/59
Die Saison 1958/59 war die 23. reguläre Saison der American Hockey League (AHL). Während der regulären Saison bestritten die sechs Teams der Liga jeweils 70 Spiele. Die vier besten Mannschaften der AHL spielten anschließend in einer Play-off-Runde um den Calder Cup.

## Reguläre Saison

### Abschlusstabellen
Abkürzungen: GP = Spiele, W = Siege, L = Niederlagen, T = Unentschieden, OTL = Niederlage nach Overtime, GF = Erzielte Tore, GA = Gegentore, Pts = Punkte

Erläuterungen: In Klammern befindet sich die Platzierung innerhalb der Conference;       = Playoff-Qualifikation,       = Division-Sieger,       = Conference-Sieger

#### Reguläre Saison
|                     | GP | W  | L  | T | GF  | GA  | Pts |
| ------------------- | -- | -- | -- | - | --- | --- | --- |
| Buffalo Bisons      | 70 | 38 | 28 | 4 | 233 | 201 | 80  |
| Cleveland Barons    | 70 | 37 | 30 | 3 | 261 | 252 | 77  |
| Rochester Americans | 70 | 34 | 31 | 5 | 242 | 209 | 73  |
| Hershey Bears       | 70 | 32 | 32 | 6 | 200 | 202 | 70  |
| Springfield Indians | 70 | 30 | 38 | 2 | 253 | 282 | 62  |
| Providence Reds     | 70 | 28 | 40 | 2 | 222 | 265 | 58  |

### Beste Scorer
Abkürzungen: GP = Spiele, G = Tore, A = Assists, Pts = Punkte, +/- = Plus/Minus, PIM = Strafminuten; Fett: Saisonbestwert
| Spieler        | Team                | GP | G  | A  | Pts | PIM |
| -------------- | ------------------- | -- | -- | -- | --- | --- |
| Bill Hicke     | Rochester Americans | 69 | 41 | 56 | 97  | 41  |
| Ken Schinkel   | Springfield Indians | 70 | 43 | 42 | 85  | 19  |
| Rudy Migay     | Rochester Americans | 51 | 24 | 58 | 82  | 100 |
| Harry Pidhirny | Springfield Indians | 70 | 21 | 60 | 81  | 26  |
| Gary Aldcorn   | Rochester Americans | 66 | 37 | 42 | 79  | 52  |
| Eddie Mazur    | Cleveland Barons    | 70 | 34 | 44 | 78  | 54  |
| Art Stratton   | Cleveland Barons    | 62 | 29 | 47 | 76  | 40  |
| Bill Sweeney   | Buffalo Bisons      | 70 | 31 | 44 | 75  | 12  |

## Calder-Cup-Playoffs

### Modus
Für die Play-offs qualifizierten sich die vier besten Mannschaften der American Hockey League. Im Halbfinale und Finale spielten diesen den Calder-Cup-Gewinner aus. Sowohl das Halbfinale, als auch das Finale wurden im Modus Best-of-Seven ausgetragen.

### Play-off-Übersicht
|  | Halbfinale | Halbfinale          | Halbfinale |  |  | Finale | Finale         | Finale |
|  |            |                     |            |  |  |        |                |        |
|  |            |                     |            |  |  |        |                |        |
|  | 1          | Buffalo Bisons      | 4          |  |  |        |                |        |
|  | 3          | Rochester Americans | 1          |  |  |        |                |        |
|  |            |                     |            |  |  | 1      | Buffalo Bisons | 2      |
|  |            |                     |            |  |  | 4      | Hershey Bears  | 4      |
|  | 2          | Cleveland Barons    | 3          |  |  |        |                |        |
|  | 4          | Hershey Bears       | 4          |  |  |        |                |        |
|  |            |                     |            |  |  |        |                |        |

## Vergebene Trophäen

### Mannschaftstrophäen
| Auszeichnung                                              | Team           |
| --------------------------------------------------------- | -------------- |
| Calder Cup Gewinner der AHL-Playoffs                      | Hershey Bears  |
| F. G. „Teddy“ Oke Trophy Bestes Team der regulären Saison | Buffalo Bisons |

### Individuelle Trophäen
| Auszeichnung                                                                  | Spieler          | Team                |
| ----------------------------------------------------------------------------- | ---------------- | ------------------- |
| Les Cunningham Award MVP der regulären Saison                                 | Bill Hicke       | Rochester Americans |
| Les Cunningham Award MVP der regulären Saison                                 | Rudy Migay       | Rochester Americans |
| John B. Sollenberger Trophy Bester Scorer                                     | Bill Hicke       | Rochester Americans |
| Dudley „Red“ Garrett Memorial Award Bester Rookie                             | Bill Hicke       | Rochester Americans |
| Eddie Shore Award Bester Verteidiger                                          | Steve Kraftcheck | Rochester Americans |
| Harry „Hap“ Holmes Memorial Award Torhüter mit dem geringsten Gegentorschnitt | Bobby Perreault  | Hershey Bears       |